# 존 커제일
존 커제일(John Cazale, 1936년 8월 12일 ~ 1978년 3월 12일)은 미국의 배우이다. 대부2, 컨버세이션, 뜨거운 오후, 디어 헌터등에 출연하면서 인상적인 연기를 선보였다. 1979년 마이클 치미노감독의 출세작 디어 헌터를 유작으로 개봉 전 암으로 사망한다.

## 참여 작품
- 대부
- 컨버세이션
- 대부 2
- 뜨거운 오후
- 디어 헌터
- 대부 3

## 연극
- 아르투로 우이의 출세
- 자에는 자로
- 오레스테이아